# Pterepidosis apicalis
Pterepidosis apicalis är en tvåvingeart som beskrevs av Boris Mamaev 1990. Pterepidosis apicalis ingår i släktet Pterepidosis och familjen gallmyggor. Inga underarter finns listade i Catalogue of Life.